# Nordring (Fuglau)

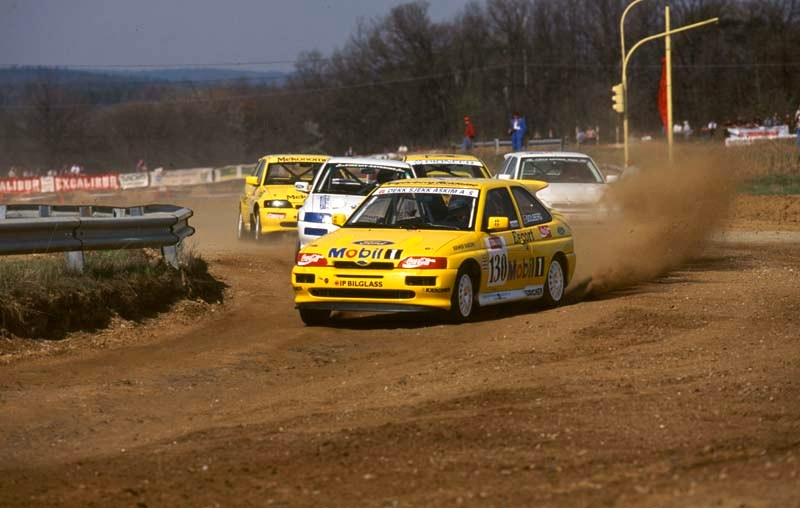
Der Norweger Henning Solberg (Ford Escort RS Cosworth) beim RX-EM-Lauf 1995 auf dem Nordring

Die permanente Motorsport-Rennstrecke Nordring, inzwischen MJP-Arena genannt, liegt etwa 750 Meter nördlich des Ortes Fuglau in der Gemeinde Altenburg im Bezirk Horn (Niederösterreich) in Österreich. 

## Streckenführungen

### Rallycross-Strecke
- Länge: 1150 Meter
- Breite: 10–14 Meter
- Streckenbelag: abwechselnd Schotter (60 %) und Asphalt (40 %)

#### Rallycross-Streckenrekord
- Den Rallycross-Streckenrekord hält der Norweger Ludvig Hunsbedt, der im Rahmen des EM-Laufes 1997 mit seinem über 500 PS starken Ford Escort RS2000 T16 4×4 einen Qualifikationslauf über drei Runden in 2.04.28 Minuten absolvierte. Hunsbedt konnte sich im selben Jahr auch den Europameistertitel sichern.

## Geschichte
Im Februar 1974 erfolgte der erste Spatenstich für die vierte permanente Motorsport-Rennstrecke in Österreich, nach dem damaligen Österreichring, dem Salzburgring und dem damaligen Leruring. Die anfänglich Muckgrubenring genannte Rennstrecke hatte ihren Namen von der Geländesenke mit Tümpel zwischen Fuglau, Mahrersdorf und Gobelsdorf, die von der Gemeinde Altenburg zur Verfügung gestellt wurde. Als Bauherr fungierte der MSC Waldviertel mit seinen 150 Mitgliedern sowie ihr Vorsitzender Franz Zögl. Geburtshilfe leistete nicht nur der ZV Grenzland, mit unter anderen Franz Wurz, sondern auch ein Onkel aus dessen größerem Verwandtenkreis, der Material und Baumaschinen zu günstigen Konditionen zur Verfügung stellte. Maßgeblichen Anteil an der Realisierung des Projekts hatte der Fuglauer Gastwirt und Bürgermeister Franz Eisenhauer, dessen Sohn Franz jun. noch heute als Streckenbetreiber tätig ist.
Das erste Rallycross-Rennen auf der nun bereits Britaxring (benannt nach dem Sponsor, dem Sicherheitsgurte-Hersteller Britax) genannten Rennstrecke fand am 1. Mai 1974 statt, die erste Autocross-Veranstaltung am 14. Juli desselben Jahres. Der erste Wertungslauf der Autocross-EM-Geschichte wurde 1976 hier ausgefahren, die Rallycross-Europameisterschaft machte erstmals am 23. Oktober 1977 in Fuglau Station. Später wurde die Strecke in Nordring umbenannt und firmierte mehrere Jahre lang unter dem Sponsornamen Schlüsselklinik-Nordring. Zwischen 1977 und 1997 wurden insgesamt 12 Wertungsläufe zu den FIA Rallycross-Europameisterschaften für Fahrer auf dem Nordring ausgetragen, denen bis zu 10.000 Zuschauer beiwohnten.

## Veranstaltungen
Die Anlage wird hauptsächlich für Rennsport-Veranstaltungen wie beispielsweise Rallycross-, Autocross- und Supermoto-Wettbewerbe sowie Rallye-Wertungsprüfungen genutzt. Sie eignet sich aber auch für Fahrertrainings, als Rallye-Schulungsgelände und als Trainings- und Teststrecke für Motorsportler mit ihren Fahrzeugen. Ebenso für andere Sport- oder Vereinsveranstaltungen, Zeltfeste, Motorradtreffen und alle weiteren Events, für die viel Platz benötigt wird.
Seit 2003 ist der Nordring auch ein Anlaufpunkt der Rallye Waldviertel. Seit dem Jahr 2006 gilt die Superspezial Nordring, die bei dieser Rallye gefahren wird, als einer ihrer Höhepunkte. Im Innenraum der Strecke wurde dafür eine 3,2 Meter breite Brücke errichtet, die bis 2018 Bestand hatte. Es handelt sich um eine sehr schnelle, 2,3 km lange Wertungsprüfung, bei der es auch spektakuläre Sprünge zu sehen gibt. Im schnellsten Streckenabschnitt werden Geschwindigkeiten von mehr als 150 km/h erzielt.